# ابر سرکش
ابر سرکش (انگلیسی: The Wayward Cloud) یک فیلم کمدی-درام تایوانی به کارگردانی سای مینگ-لیانگ است که در سال ۲۰۰۵ منتشر شد. از بازیگران آن می‌توان به لی کانگ-شنگ، چن شیانگ-چی، و لو یی-چینگ اشاره کرد.